# Экзистенциальный кризис

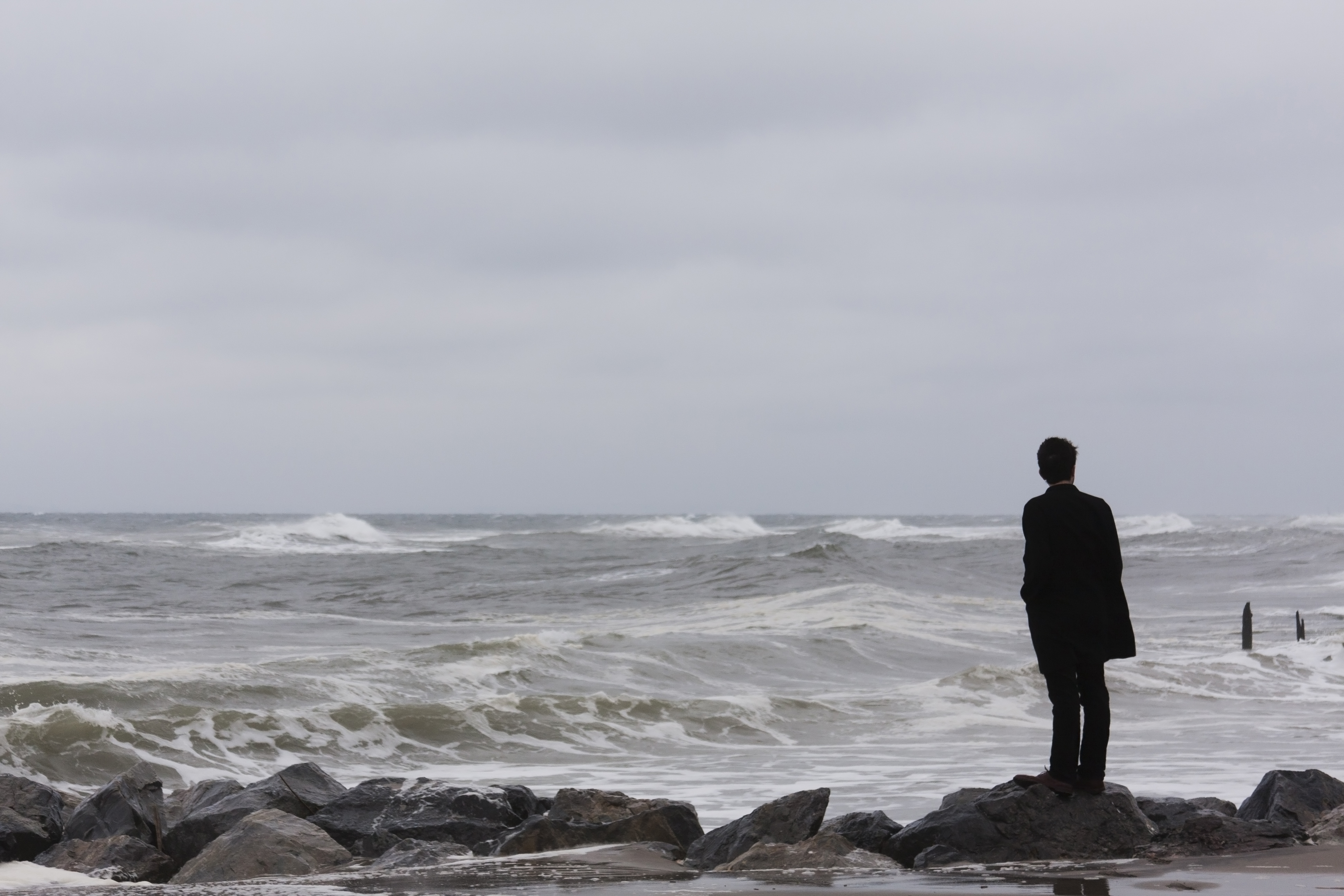
Чувства одиночества и незначительности перед лицом природы часто возникают при экзистенциальных кризисах

Экзистенциа́льный кри́зис (лат. existentia — существование; др.-греч. κρίσις — решение, поворотный пункт) в психологии и психотерапии — это внутренний конфликт, характеризующийся ощущением, что жизнь лишена смысла. Некоторые авторы также подчёркивают путаницу в отношении личной идентичности в своём определении. Экзистенциальные кризисы сопровождаются тревогой и стрессом, часто до такой степени, что они нарушают нормальное функционирование человека в повседневной жизни и приводят к депрессии. Их негативное отношение к жизни и смыслу отражает различные позиции, характерные для философского движения, известного как экзистенциализм. Синонимы и близкородственные термины включают экзистенциальный страх, экзистенциальный вакуум, экзистенциальный невроз и отчуждение. Различные аспекты, связанные с экзистенциальными кризисами, иногда делятся на эмоциональные, когнитивные и поведенческие компоненты. Эмоциональные компоненты относятся к чувствам, которые они вызывают, таким как эмоциональная боль, отчаяние, беспомощность, вина, тревога и одиночество. Когнитивные компоненты включают в себя проблему бессмысленности, потерю личных ценностей и размышления о собственной смертности. Внешне экзистенциальные кризисы часто выражаются в зависимостях, антисоциальном и компульсивном поведении.
Конкретные симптомы могут сильно варьироваться от случая к случаю. Теоретики пытаются решить эту проблему, проводя различие между типами экзистенциальных кризисов. Классификации обычно основаны на идее о том, что проблемы, лежащие в основе экзистенциальных кризисов, различаются в зависимости от этапа жизни человека и его личностного развития. Типы, обычно встречающиеся в академической литературе, включают подростковый кризис, кризис четверти жизни, кризис среднего возраста и кризис более позднего возраста. Всех их объединяет конфликт по поводу смысла и цели жизни. Более ранние кризисы, как правило, носят более дальновидный характер: индивид обеспокоен и сбит с толку тем, какому жизненному пути следовать, особенно в том, что касается образования и карьеры, а также своей идентичности и независимости в социальных отношениях. Кризисы в более позднем возрасте более ретроспективны. Они могут быть вызваны впечатлением о том, что человек прошёл пиковую точку своей жизни, и часто характеризуются чувством вины, сожалениями и страхом смерти. Возраст человека, как правило, соответствует типу кризиса, который он переживает, но не всегда, поскольку уровень личностного развития сильно различается. Некоторые люди могут испытывать только некоторые из этих типов или вообще не испытывать их. Если предыдущий экзистенциальный кризис был должным образом разрешён, человеку обычно легче разрешить или избежать последующих кризисов.
Проблема бессмысленности играет центральную роль во всех этих типах. Оно может возникнуть в форме космического смысла, который связан со смыслом жизни в целом или с тем, почему мы здесь. Другая форма касается личного светского смысла, в котором индивид пытается найти цель и ценность главным образом для своей собственной жизни. Проблема бессмысленности становится проблемой из-за несоответствия между желанием людей жить осмысленной жизнью и кажущейся бессмысленностью и безразличием мира, которые иногда называют абсурдом. Были предложены различные источники смысла, с помощью которых индивид может найти смысл. Они включают в себя альтруизм или стремление приносить пользу другим, посвящение себя какому-либо делу, такому как религиозное или политическое движение, творчество, например, путем создания произведений искусства, гедонизм или стремление жить полной жизнью, самоактуализацию, которая относится к развитию своих врождённых потенциалов, и найти правильное отношение к своим трудностям.
Экзистенциальные кризисы имеют различные негативные последствия, как на личном уровне, такие как тревога и формирование плохих отношений, так и на социальном уровне, такие как высокий уровень разводов и снижение производительности. Они также могут иметь положительный эффект, подталкивая пострадавшего к решению основной проблемы и, таким образом, к развитию как личности. Некоторые анкеты, такие как тест «Цель в жизни», могут быть использованы для определения того, переживает ли кто-то в настоящее время экзистенциальный кризис. Из-за в первую очередь негативных последствий важно, чтобы экзистенциальные кризисы были разрешены. Наиболее распространённый подход заключается в том, чтобы помочь пострадавшим найти смысл в своей жизни. Это может произойти через прыжок веры, в котором индивид доверяет новой системе значений, или через разумный подход, основанный на тщательной и основанной на фактических данных оценке источников значений. Некоторые теоретики рекомендуют нигилистический подход, при котором индивид признает, что жизнь бессмысленна, и пытается найти наилучший способ справиться с этим фактом. Другие подходы включают когнитивно-поведенческую терапию и практику принятия социальной перспективы.
За пределами психологии и психотерапии термин «экзистенциальный кризис» иногда используется для обозначения того, что существование чего-то находится под угрозой.

## Определение
В психологии и психотерапии термин «экзистенциальный кризис» относится к форме внутреннего конфликта. Оно характеризуется ощущением, что жизнь лишена смысла, и сопровождается различными негативными переживаниями, такими как стресс, тревога, отчаяние и депрессия. Это часто происходит до такой степени, что нарушает нормальное функционирование человека в повседневной жизни. Внутренняя природа этого конфликта отличает экзистенциальные кризисы от других типов кризисов, которые в основном обусловлены внешними обстоятельствами, такими как социальные или финансовые кризисы. Внешние обстоятельства всё ещё могут играть определённую роль в возникновении или обострении экзистенциального кризиса, но основной конфликт происходит на внутреннем уровне. Наиболее распространённый подход к разрешению экзистенциального кризиса заключается в разрешении этого внутреннего конфликта и поиске новых источников смысла жизни.
Основной проблемой, ответственной за внутренний конфликт, является впечатление, что желанию индивида вести осмысленную жизнь мешает очевидное отсутствие смысла. В этом смысле экзистенциальные кризисы — это кризисы смысла. Это часто понимается через призму философского движения, известного как экзистенциализм. Одним из важных аспектов многих форм экзистенциализма является то, что индивид стремится жить осмысленно, но оказывается в бессмысленном и безразличном мире. Точный термин «экзистенциальный кризис» обычно не встречается в традиционной экзистенциалистской литературе по философии. Но обсуждаются различные тесно связанные технические термины, такие как экзистенциальный страх, экзистенциальный вакуум, экзистенциальное отчаяние, экзистенциальный невроз, экзистенциальная болезнь, тревога и отчуждение.
Разные авторы в своих определениях экзистенциального кризиса акцентируют внимание на разных аспектах. Некоторые утверждают, что экзистенциальные кризисы по своей сути являются кризисами идентичности. С этой точки зрения, они возникают из-за путаницы в вопросе «Кто я?», и их цель состоит в том, чтобы достичь некоторой ясности в отношении себя и своего положения в мире. Как кризисы идентичности, они включают интенсивный самоанализ, часто в форме изучения различных способов взглянуть на себя. Они представляют собой личную конфронтацию с определёнными ключевыми аспектами человеческого состояния, такими как существование, смерть, свобода и ответственность. В этом смысле человек ставит под сомнение сами основы своей жизни. Другие подчеркивают конфронтацию с человеческими ограничениями, такими как смерть и отсутствие контроля. Некоторые подчеркивают духовную природу экзистенциальных кризисов, указывая на то, как внешне успешные люди всё ещё могут серьёзно пострадать от них, если им не хватает соответствующего духовного развития.
Термин «экзистенциальный кризис» чаще всего используется в контексте психологии и психотерапии. Но его также можно использовать в более буквальном смысле как кризис существования, чтобы выразить, что существование чего-то находится под угрозой. В этом смысле страна, компания или социальный институт сталкиваются с экзистенциальным кризисом, если политическая напряжённость, высокий долг или социальные изменения могут привести к прекращению существования соответствующего субъекта.

## Компоненты экзистенциального кризиса
Экзистенциальные кризисы обычно рассматриваются как сложные явления, которые можно понимать как состоящие из различных компонентов. Некоторые подходы выделяют три типа компонентов, относящихся к областям эмоций, познания и поведения. Эмоциональные аспекты соответствуют тому, каково это — испытывать экзистенциальный кризис. Обычно это связано с эмоциональной болью, отчаянием, беспомощностью, чувством вины, беспокойством и одиночеством. Что касается когнитивной стороны, пострадавшие часто сталкиваются с потерей смысла и цели вместе с осознанием собственной цели. Поведенчески экзистенциальные кризисы могут выражаться в зависимостях и антисоциальном поведении, иногда в сочетании с ритуалистическим поведением, потерей отношений и ухудшением здоровья. В то время как проявления этих трёх компонентов обычно можно идентифицировать в каждом случае экзистенциальный кризис, часто существуют значительные различия в том, как они проявляются. Тем не менее, было высказано предположение, что эти компоненты могут быть использованы для того, чтобы дать более унифицированное определение экзистенциальных кризисов.

### Эмоциональный
На эмоциональном уровне экзистенциальные кризисы связаны с неприятными переживаниями, такими как страх, тревога, паника и отчаяние. Их можно классифицировать как форму эмоциональной боли, при которой люди теряют веру и надежду. Эта боль часто проявляется в форме отчаяния и беспомощности. Отчаяние может быть вызвано неспособностью найти смысл в жизни, что связано как с недостатком мотивации, так и с отсутствием внутренней радости. Ощущение беспомощности возникает из-за неспособности найти практический ответ, чтобы справиться с кризисом и связанным с ним отчаянием. Эта беспомощность относится, в частности, к форме эмоциональной уязвимости: индивид не просто подвержен широкому спектру негативных эмоций, но и часто кажется, что эти эмоции находятся вне контроля человека. Это чувство уязвимости и отсутствия контроля само по себе может вызвать дальнейшие негативные впечатления и может привести к определённой форме паники или состоянию глубокого траура.
Но, с другой стороны, у пострадавших также часто складывается впечатление, что они в некотором смысле ответственны за своё затруднительное положение. Это имеет место, например, если потеря смысла связана с неправильным выбором в прошлом, за который индивид чувствует вину. Но это также может принимать форму более абстрактного типа нечистой совести, такого как экзистенциальная вина. В этом случае персона испытывает смутное чувство вины, которое свободно распространяется в том смысле, что оно не привязано к какому-либо конкретному проступку персоны. Особенно в экзистенциальных кризисах на более поздних этапах жизни человека, это чувство вины часто сопровождается страхом смерти. Но так же, как и в случае с чувством вины, этот страх может также принимать более абстрактную форму как неспецифическая тревога, связанная с чувством неполноценности и бессмысленности.
Как и кризисы идентичности, экзистенциальные кризисы часто приводят к нарушению чувства личной целостности. Это может быть спровоцировано кажущейся бессмысленностью чьей-либо жизни в сочетании с общим отсутствием мотивации. Центральное место в чувстве личной целостности занимают тесные отношения с самим собой, другими людьми и миром. Отсутствие смысла обычно оказывает негативное влияние на эти отношения. Как отсутствие чёткой цели, это угрожает личной целостности человека и может привести к неуверенности, отчуждению и самоотречению. Негативное влияние на отношения человека с другими часто переживается как форма одиночества.
В зависимости от человека и кризиса, от которого он страдает, некоторые из этих эмоциональных аспектов могут быть более или менее выраженными. Хотя все они воспринимаются как неприятные, они часто несут в себе также различные положительные потенциалы, которые могут подтолкнуть человека в направлении позитивного личностного развития. Например, через переживание одиночества человек может достичь лучшего понимания сути и важность взаимоотношений.

### Когнитивный
Основным когнитивным аспектом экзистенциальных кризисов является потеря смысла и цели. В этом контексте термин «бессмысленность» относится к общему впечатлению о том, что в наших действиях или в мир в целом. Это связано с вопросом о том, почему человек делает то, что он делает, и почему он должен продолжать. Это центральная тема в экзистенциалистской психотерапии, одна из главных целей которой — помочь пациенту найти правильный ответ на эту бессмысленность. Например, в логотерапии Виктора Франкла для описания этого состояния ума используется термин «экзистенциальный вакуум». Многие формы экзистенциалистской психотерапии направлены на разрешение экзистенциальных кризисов, помогая пациенту заново обрести смысл своей жизни. С бессмысленностью тесно связана потеря личных ценностей. Это означает, что вещи, которые раньше казались индивиду ценными, такие как отношение к конкретному человеку или успех в карьере, теперь могут казаться ему незначительными или бессмысленными. Если кризис будет разрешён, это может привести к открытию новых ценностей.
Другой аспект когнитивной составляющей многих экзистенциальных кризисов касается отношения к своей личной цели, то есть осознание того, что однажды человек умрёт. Хотя это не новая информация как абстрактное озарение, она приобретает более личный и конкретный характер, когда человек видит, что сталкивается с этим фактом как с конкретной реальностью, с которой ему приходится сталкиваться. Этот аспект имеет особое значение для экзистенциальных кризисов, возникающих позже в жизни, или когда кризис был вызван потерей любимого человека или началом неизлечимой болезни. Для многих, вопрос о собственной смерти связан с тревогой. Но также утверждалось, что размышление о собственной смерти может послужить ключом к разрешению экзистенциального кризиса. Причина этого в том, что осознание того, что время человека ограничено, может стать источником смысла, делая оставшееся время более ценным и облегчая понимание более важных проблем в отличие от мелких повседневных проблем, которые могут отвлекать. Важными факторами для того, чтобы справиться с неизбежной смертью, являются религиозное мировоззрение человека, его самооценка и социальная интеграция, а также его перспективы на будущее.

### Поведенческий
Экзистенциальные кризисы могут оказывать различное воздействие на поведение индивида. Они часто приводят к тому, что человек изолирует себя и меньше участвует в социальных взаимодействиях. Например, общение человека с соседями по дому может быть ограничено очень краткими ответами, такими как простое «да» или «нет», чтобы избежать более продолжительного обмена мнениями, или человек сокращает различные формы контактов, которые, строго говоря, не являются необходимыми. Это может привести к долгосрочному ухудшению и потере чьих-либо отношений. В некоторых случаях экзистенциальные кризисы могут также выражаться в откровенно антисоциальном поведении, таком как враждебность или агрессия. Эти негативные импульсы также могут быть направлены на самого человека, приводя к членовредительству и, в худшем случае, к самоубийству.
Аддиктивное поведение также наблюдается у людей, переживающих экзистенциальный кризис. Некоторые обращаются к наркотикам, чтобы уменьшить влияние негативного опыта, в то время как другие надеются научиться справляться с экзистенциальным кризисом с помощью необычного наркотического опыта. Хотя такой тип поведения может успешно обеспечить кратковременное облегчение последствий экзистенциального кризиса, утверждалось, что обычно он неадаптивен и терпит неудачу на долгосрочном уровне. Таким образом, кризисы могут даже ещё больше усугубиться. Пострадавшим часто бывает трудно отличить потребность в удовольствии и власти от потребности в смысле, что ведет их по ложному пути в их усилиях по разрешению кризиса. Сами пагубные привычки или стресс, связанный с экзистенциальными кризисами, могут привести к различным проблемам со здоровьем, начиная от высокого кровяного давления и заканчивая долговременным повреждением органов и повышенной вероятностью развития рака.
Экзистенциальные кризисы также могут сопровождаться «ритуальным» поведением. В некоторых случаях это может иметь положительные последствия, помогая пострадавшему перейти к новому взгляду на жизнь. Но это также может принимать форму компульсивного поведения, которое действует скорее как отвлечение внимания, чем как шаг к решению. Ещё один позитивный поведенческий аспект касается склонности обращаться за терапией. Эта тенденция отражает осознание пострадавшими серьёзности проблемы и их желание её решить.

## Типы кризисов
Различные типы экзистенциальных кризисов часто различаются в зависимости от времени в жизни человека, когда они происходят. Этот подход основан на идее о том, что в зависимости от этапа своей жизни люди сталкиваются с различными проблемами, связанными со смыслом и целью. Они приводят к различным типам кризисов, если эти вопросы не решаются должным образом. Этапы обычно привязаны к приблизительным возрастным группам, но это соответствие не всегда точное, поскольку разные люди одной и той же возрастной группы могут оказаться в разных жизненных ситуациях и на разных стадиях развития. Осознание этих различий имеет решающее значение для правильной оценки проблемы, лежащей в основе конкретного кризиса, и нахождения соответствующего ответа для её разрешения.
Наиболее известным экзистенциальным кризисом является кризис среднего возраста, и многие исследования направлены именно на этот тип кризиса. Но исследователи дополнительно обнаружили множество других экзистенциальных кризисов, относящихся к разным типам. Нет общего согласия относительно их точного количества и периодизации. Из-за этого классификации разных теоретиков не всегда совпадают, но они имеют значительные совпадения. В одной из классификаций проводится различие между ранним подростковым кризисом, кризисом второкурсника, кризисом взрослого человека, кризисом среднего возраста и кризисом более поздней жизни. Другой фокусируется только на кризисе второкурсника, кризисе взрослого и кризисе дальнейшей жизни, но определяет их в более широких терминах. Кризис второкурсника и кризис взрослого часто рассматриваются вместе как формы кризиса четверти жизни.
Существует широкое согласие в том, что более ранние кризисы, как правило, более ориентированы на будущее и характеризуются тревогой и замешательством по поводу жизненного пути, по которому человек хочет идти. Более поздние кризисы, с другой стороны, в бо́льшей степени обращены назад, часто в форме чувства вины и сожалений, в то же время они связаны с проблемой собственной смертности.
Эти различные кризисы могут по-разному влиять друг на друга. Например, если предыдущий кризис не был разрешён должным образом, последующие кризисы могут создать дополнительные трудности для пострадавших. Но даже если более ранний кризис был полностью разрешён, это не гарантирует, что последующие кризисы будут успешно разрешены или вообще предотвращены.
Другой подход различает экзистенциальные кризисы в зависимости от их интенсивности. Некоторые теоретики используют термины «экзистенциальный вакуум» и «экзистенциальный невроз» для обозначения различных степеней экзистенциального кризиса. С этой точки зрения, экзистенциальный вакуум — довольно распространенное явление, характеризующееся частым повторением субъективных состояний, таких как скука, апатия и пустота. Некоторые люди испытывают это только в свободное время, но в остальном это их не беспокоит. В этом контексте часто используется термин «воскресный невроз». Экзистенциальный вакуум становится экзистенциальным неврозом, если он сочетается с явными клиническими невротическими симптомами, такими как депрессия или алкоголизм.

### Подростковый кризис
Ранний подростковый кризис связан с переходом от детства к взрослой жизни и сосредоточен вокруг проблемы развития своей индивидуальности и независимости. Это касается, в частности, отношения к своей семье и часто приводит к тому, что вместо этого человек проводит больше времени со сверстниками. Различное бунтарское и антиобщественное поведение, иногда наблюдаемое на этой стадии развития, например воровство или незаконное проникновение на чужую территорию, может быть истолковано как попытки достичь независимости. Это также может привести к появлению нового типа конформизма, касающегося, например, того, как подросток одевается или ведёт себя. Это соответствие, как правило, связано не с семейными или общественными стандартами, а с группой сверстников или обожаемыми знаменитостями. Но это может рассматриваться как временный шаг для того, чтобы дистанцироваться от ранее принятых стандартов, а более поздние шаги подчёркивают независимость человека также от группы сверстников и влияния знаменитостей. Центральным фактором разрешения раннего подросткового кризиса является то, что смысл и цель обретаются в новой идентичности человека, поскольку независимость без неё может привести к чувству потерянности и/или к депрессии. Ещё один фактор относится к роли родителей. Выискивая признаки депрессии, они могут осознать, что подросток переживает кризис. Примеры включают изменение аппетита, изменение поведения во сне; спит больше или меньше, успеваемость резко падает за короткий промежуток времени, они менее общительны и более изолированы, а также начинают легко раздражаться. Если родители регулярно разговаривают со своими подростками и задают им вопросы, более вероятно, что они обнаружат наличие кризиса.

### Кризис четверти жизни, кризис второкурсника и кризис взрослости
Термин «кризис четверти жизни» часто используется для обозначения экзистенциальных кризисов, происходящих в раннем взрослом возрасте, то есть примерно в возрасте от 18 до 30 лет. Некоторые авторы различают два отдельных кризиса, которые могут возникнуть на этом этапе жизни: кризис второкурсника и кризис взрослости. Кризис второкурсников затрагивает в первую очередь людей в позднем подростковом возрасте или в возрасте около 20 лет. Его также называют «спадом второкурсника», особенно когда он затрагивает студентов. Впервые формулируются серьёзные вопросы о смысле жизни и своей роли в мире. На данном этапе эти вопросы имеют прямое практическое отношение к чьему-либо будущему. Они применимы к тому, какие пути человек хочет выбрать в жизни, например, на какой профессии сосредоточиться и как построить успешные отношения. В центре кризиса второкурсника находится тревога за своё будущее, то есть как вести свою жизнь и как наилучшим образом развивать и использовать свои способности. Экзистенциальный кризис часто особенно затрагивает людей с высокими достижениями, которые боятся, что они не реализуют свой наивысший потенциал, поскольку у них нет надёжного плана на будущее. Чтобы решить их, необходимо найти содержательные ответы на эти вопросы. Такие ответы могут привести к практическим обязательствам и послужить основой для принятия последующих жизненных решений. Некоторые люди, которые уже сделали свой выбор в пользу карьеры в очень раннем возрасте, могут никогда не пережить кризиса второкурсника. Но такие решения могут привести к проблемам позже, поскольку обычно они в основном основаны на мировоззрении социального окружения человека и в меньшей степени на интроспективном понимании его индивидуальных предпочтений. Если окажется, что между ними существует большое расхождение, это может спровоцировать более тяжёлую форму кризиса второкурсника позже. Джеймс Марсия определяет это раннее обязательство без достаточного изучения как лишение права выкупа личности.
Кризис взрослости обычно начинается в середине-конце 20-ти лет. Проблемы, с которыми люди сталкиваются, в некоторой степени схожи с проблемами кризиса второкурсников, но, как правило, это более сложные проблемы идентичности. Как таковые, они также вращаются вокруг карьеры человека и его жизненного пути. Но они, как правило, принимают во внимание больше деталей, таких как выбор человеком религии, его политические взгляды или его сексуальность. Разрешить кризис взрослости означает иметь хорошее представление о том, кто ты есть как личность, и чувствовать себя комфортно с этой идеей. Обычно это связано с достижением полной зрелости, окончанием школы, работой на полный рабочий день, уходом из дома и финансовой независимостью. Неспособность разрешить кризис взрослости может привести к дезориентации, неуверенности в своей личности и депрессии.

### Кризис среднего возраста
Среди различных типов экзистенциальных кризисов кризис среднего возраста является наиболее широко обсуждаемым. Это часто наступает примерно в возрасте 40 лет и может быть вызвано впечатлением о том, что чей-то личностный рост затруднён. Это может сочетаться с ощущением, что существует значительная дистанция между чьими-то достижениями и чьими-то устремлениями. В отличие от более ранних экзистенциальных кризисов, он также включает в себя компонент «оглядки назад»: ставится под сомнение предыдущий жизненный выбор и оценивается его значение для достижений человека. Это может привести к сожалениям и неудовлетворённости своим жизненным выбором по различным темам, таким как карьера, партнёр, дети, социальный статус или упущенные возможности. Склонность оглядываться назад часто связана с ощущением, что пиковый период в жизни человека пройден.
Иногда выделяют пять промежуточных стадий: аккомодация, отделение, лиминальность, реинтеграция и индивеции. На этих стадиях индивид сначала приспосабливается к изменившимся внешним требованиям, затем преодолевает дистанцию между своими врождёнными мотивами и внешним образом, затем отвергает свой ранее адаптивный образ, позже принимает свой новый образ и, наконец, осознаёт внешние последствия, связанные с этими изменениями.
Кризис среднего возраста может быть спровоцирован конкретными событиями, такими как потеря работы, вынужденная безработица, внебрачные связи, расставание, смерть любимого человека или проблемы со здоровьем. В этом смысле кризис среднего возраста можно понимать как переходный период или переоценку ценностей, в течение которого индивид пытается адаптироваться к изменившейся жизненной ситуации, как в ответ на конкретное инициирующее событие, так и на более общие изменения, которые приходят с возрастом.
С кризисами среднего возраста связаны различные симптомы, такие как стресс, скука, неуверенность в себе, компульсивность, изменения либидо и сексуальных предпочтений, размышления и неуверенность в себе. В публичном дискурсе кризис среднего возраста в первую очередь ассоциируется с мужчинами, часто в прямой связи с их карьерой. Но это точно так же влияет и на женщин. Дополнительным фактором здесь является ограниченное время, оставшееся до их репродуктивного периода или наступления менопаузы.
Как тяжесть, так и продолжительность кризиса среднего возраста часто зависят от того, были ли разрешены предыдущие кризисы и насколько хорошо они были разрешены. Люди, которым удалось успешно разрешить более ранние кризисы, как правило, чувствуют себя более удовлетворёнными своим жизненным выбором, что также отражается на том, как воспринимается их значимость, когда они оглядываются назад. Но это не гарантирует, что они по-прежнему будут казаться значимыми с текущей точки зрения.

### Экзистенциальный кризис периода старости
Кризис в дальнейшей жизни часто наступает в возрасте около 60 лет. Это может быть вызвано такими событиями, как выход на пенсию, смерть близкого человека, серьёзная болезнь или неминуемая смерть. По сути, это ретроспективное размышление о том, как человек прожил свою жизнь и какой выбор он сделал. Это размышление обычно мотивируется желанием прожить ценную и осмысленную жизнь в сочетании с неуверенностью в своём успехе. Размышление о своих прошлых проступках также может быть мотивировано желанием найти способ загладить их, пока ещё есть такая возможность. Это также может выражаться в более теоретической форме как попытка оценить, оказала ли чья-то жизнь положительное влияние на его непосредственное окружение или мир в целом. Это часто связано с желанием оставить после себя позитивное и влиятельное наследие.
Из-за его ретроспективного характера, возможно, мало что можно сделать для подлинного разрешения кризиса. Это особенно верно для людей, которые приходят к негативной оценке своей жизни. Дополнительным препятствующим фактором, в отличие от предыдущих кризисов, является то, что люди часто не могут найти в себе энергию и молодость, необходимые для внесения значимых изменений в свою жизнь. Некоторые предполагают, что развитие принятия реальности смерти может помочь в этом процессе. Другие предложения направлены не столько на прямое урегулирование кризиса, сколько на то, чтобы избежать или свести к минимуму его негативные последствия. Рекомендации с этой целью включают заботу о своём физическом, экономическом и эмоциональном благополучии, а также развитие и поддержание социальной сети поддержки. Лучшим способом избежать кризиса, насколько это возможно, может быть обеспечение того, чтобы предыдущие жизненные кризисы были разрешены.

## Бессмысленность
Большинство теоретиков рассматривают бессмысленность как центральную проблему, вокруг которой вращаются экзистенциальные кризисы. В этом смысле их можно понимать как кризисы смысла. Проблема смысла и бессмысленности касается различных тесно связанных вопросов. Понимаемая в самом широком смысле, она затрагивает глобальные вопросы о смысле жизни в целом, о том, почему мы здесь или с какой целью живём. Ответы на этот вопрос традиционно принимают форму религиозных объяснений, например, что мир был создан Богом в соответствии с его предназначением и что каждая вещь имеет смысл, потому что она играет определённую роль в достижении этой высшей цели. Это иногда называют космическим смыслом в отличие от светского личного смысла, который ищет индивид, спрашивая, каким образом их конкретная жизнь имеет смысл или ценность. В этом личном смысле это часто связано с практической путаницей в отношении того, как человек должен прожить свою жизнь или почему он должен продолжать делать то, что он делает. Это может выражаться в чувстве, что человеку не ради чего жить и не на что надеяться. Иногда это даже интерпретируется в том смысле, что нет правильного и неправильного, добра и зла. Хотя в современном секулярном мире может быть всё труднее и труднее найти космический смысл, утверждалось, что для решения проблемы бессмысленности индивиду достаточно найти светский личный смысл, за который можно держаться.
Проблема бессмысленности становится проблемой, потому что у людей, по-видимому, есть сильное желание или потребность в смысле. Это выражается как эмоционально, так и практически, поскольку цели и идеалы необходимы для того, чтобы структурировать свою жизнь. Другая сторона проблемы проявляется в том факте, что, по-видимому, такого смысла нет или что мир в основе своей условен и мог бы существовать совсем по-другому или не существовать вовсе. Случайность мира и безразличие к человеческим делам часто упоминаются как абсурд в экзистенциалистской литературе. Проблема может быть обобщённой с помощью вопроса «Как существо, нуждающееся в смысле, находит смысл во вселенной, которая не имеет смысла?». Различные практики экзистенциальной психотерапии подтвердили, что потеря смысла играет определённую роль для большинства людей, нуждающихся в психотерапии, и является центральной проблемой для значительного числа из них. Но эта потеря находит своё наиболее характерное выражение в экзистенциальных кризисах.
На то, воспринимается ли жизнь как осмысленная, влияют различные факторы, такие как социальные отношения, религия и мысли о прошлом или будущем. Суждения о значении весьма субъективны. Они являются формой глобальной оценки, поскольку принимают во внимание жизнь человека в целом. Иногда утверждается, что проблема потери смысла особенно связана с современным обществом. Это часто основано на идее о том, что в досовременные времена люди, как правило, были более привязаны к своему непосредственному социальному окружению, своей профессии и своей религии.